# 中国（河北）自由贸易试验区
中国（河北）自由贸易试验区（英語：China (Hebei) Pilot Free Trade Zone，简称河北自贸区）位于中华人民共和国河北省和北京市，是中国大陆第六批自由贸易园区之一，于2019年8月由国务院批复，于2019年8月30日在河北雄安新区正式挂牌成立，象徵地跨京冀兩地的自由貿易試驗片區正式啟航。河北自贸区規劃計119.97平方公里，包括4个片区。
依中國國務院批覆，河北自貿試驗區實施範圍总面积119.97平方公里，涵蓋雄安片区、正定片区（含石家庄综合保税区）、曹妃甸片区（含曹妃甸综合保税区）和大兴机场片区四個片區。大興機場片區總面積19.97平方公里，其中北京方面為9.97平方公里。